# Peter Thiel
Peter Andreas Thiel (* 11. října 1967 Frankfurt nad Mohanem) je americký podnikatel německého původu, investor, filantrop, politický aktivista a autor. Je spoluzakladatelem společností PayPal, Clarium Capital, Palantir Technologies a Founders Fund. Magazín Forbes v květnu 2025 odhadl Thielovo jmění na 20,8 miliardy USD, což z něho činí 103. nejbohatšího člověka na světě.

## Život a kariéra
Peter Thiel se narodil ve Frankfurtu 11. října 1967. Přestěhoval se s rodinou do Spojených států jako malé dítě, a strávil část dětství v jižní Africe před návratem do Spojených států. Vystudoval filozofii na Stanfordově univerzitě, absolvoval s B.A. v roce 1989. Poté nastoupil na Stanfordovu právnickou školu a v roce 1992 obdržel doktorát. Po dokončení studia pracoval jako soudní úředník pro soudce Jamese Larryho Edmondsona, právníka pro cenné papíry firmy Sullivan & Cromwell, pisatel projevů bývalého ministra školství Williama Bennetta a jako obchodník s deriváty v Credit Suisse před založením Thiel Capital v roce 1996. V roce 1999 spoluzakládal PayPal, kde působil jako generální ředitel až do jeho prodeje společnosti eBay v roce 2002 za 1,5 miliardy dolarů.
Po prodeji PayPalu založil globální kapitálový fond Clarium Capital. V roce 2004 uvedl na trh Palantir Technologies, společnost zabývající se analýzami Velkých dat a od roku 2018 nadále působí jako její předseda. Jeho Founders Fund, venture kapitálová společnost, byla založena v roce 2005 spolu s partnery z PayPal Kenem Howerym a Lukem Nosekem. Dříve se Thiel stal prvním externím investorem na Facebooku, když v srpnu 2004 získal 10,2% podíl za 500 000 dolarů. Většinu svých akcií na Facebooku prodal v roce 2012 za více než 1 miliardu dolarů, ale zůstává v představenstvu. V roce 2010 také spoluzakládal Valar Ventures, a je spoluzakladatel Mithril Capital v roce 2012, jehož předsedou investičního výboru, a v letech 2015 až 2017 působil jako partner v Y Combinator.

## Osobnost
Lidé z Thielova okolí tvrdí, že je matoucí jeho dvojjedinost. Vanity Fair ve své obsáhlé analýze v září 2017 upozornil, že rizikový investor Peter Thiel v tichosti radil Trumpově vládě a uchází se o nejvyšší funkci v oblasti dohledu nad zpravodajskými službami. Měsíčník cituje jeho dlouholetého známého: „Sám se vyjímá z pravidel, která uplatňuje na ostatní. Je to zarytý libertarián, který brojí proti státnímu dohledu s výjimkou případů, kdy z tohoto dohledu sám profituje. Je silným zastáncem soukromí, ale s radostí rozjíždí a sedí ve správní radě Facebooku, který zpeněžuje každý kousek dat Američanů.“ Popsal tři hlavní hybatele Thielova života: dosažení nesmrtelnosti, odolávání státní kontrole nad svým jednáním a získání peněz potřebných k jeho uskutečnění.

## Podporovatel národního konzervatismu a odpůrce demokracie
Thiel se sám označuje za konzervativního libertariána, avšak hlásí se k podpoře národního konzervatismu a kritizuje ekonomicky liberální postoje k volnému obchodu a velkým technologiím.
Ve své eseji z roku 2009 napsal, že „už nevěří, že svoboda a demokracie jsou slučitelné“, a to zejména kvůli příjemcům sociálních dávek a ženám obecně, které jsou pro libertariány „notoricky známé“ voličské skupiny, a že zaměřil své úsilí na nové technologie (konkrétně kyberprostor, kolonizaci vesmíru a mořeplavbu, které by mohly vytvořit „nový prostor pro svobodu“ mimo současnou politiku. Na zmíněnou esej se ve svých pracích odvolávají Curtis Yarvin a Nick Land, hlavní teoretici neoreakcionářského hnutí.
Thiel je členem řídícího výboru skupiny Bilderberg, soukromého každoročního setkání intelektuálních osobností, politických vůdců a velkých figur byznysu.

## Homosexuál a politický aktivista
Peter Thiel je homosexuál a podporuje převážně konzervativní organizace zabývající se právy homosexuálů, jako je Americká nadace pro rovná práva a GOProud. V roce 2012 věnoval 10 000 dolarů organizaci Minnesotans United for All Families, aby bojovala proti dodatku 1 v Minnesotě, který navrhoval zakázat manželství párů stejného pohlaví.
Téhož roku Thiel daroval 1 milion dolarů fiskálně konzervativní organizaci Club for Growth (501(c)), čímž se stal jejím největším přispěvatelem. Club for Growth je konzervativní organizace s programem zaměřeným na snižování daní a další ekonomické otázky.
O jeho sexuální orientaci se veřejnost dozvěděla v roce 2007 z provokativního webu Gawker. O pět let později web zveřejnil videozáznam zachycující soukromý sexuální život populárního wrestlera Hulka Hogana. Peter Thiel tajně financoval Hoganovo soudní tažení proti Gawkeru zřejmě s cílem zničit tuto mediální společnost. Čtyři roky trvající kauza skončila v roce 2016, kdy soud médiu nařídil likvidační pokutu.

## Republikán
Thiel je členem Republikánské strany. Podporuje jak libertariánské, tak republikánské kandidáty a kandidátky.
V prosinci 2007 Thiel podpořil kandidaturu Rona Paula na prezidenta. Poté, co Paul nezískal republikánskou nominaci, Thiel přispěl na kampaň Johna McCaina.
V roce 2010 Thiel podpořil Meg Whitmanovou v její kandidatuře na guvernérku Kalifornie. Na kampaň Whitmanové přispěl maximální povolenou částkou 25 900 dolarů, kampaň však úspěšná nebyla.
V roce 2012 Thiel spolu s Noskem a Scottem Banisterem podpořili superkandidátku Endorse Liberty Super PAC. Dohromady věnovali 3,9 milionu dolarů organizaci Endorse Liberty, jejímž cílem byla propagace Rona Paula. K 31. lednu 2012 Endorse Liberty uvedla, že na propagaci Paula vynaložila přibližně 3,3 milionu dolarů, a to zřízením dvou kanálů na YouTube, nákupem reklam na Googlu, Facebooku a StumbleUponu a budováním prezentace na webu. Když Paul opět nezískal nominaci, Thiel přispěl na prezidentskou kandidaturu Mitta Romneyho a Paula Ryana v roce 2012.
Během prezidentských primárek v roce 2016 Thiel zpočátku podporoval kampaň Carly Fioriny, po jejím odstoupení podpořil Donalda Trumpa a stal se jedním z kalifornských delegátů pro Trumpovu nominaci. Během sjezdu byl hlavním řečníkem, během něhož oznámil, že je „hrdý na to, že je gay“, což shromáždění republikáni ocenili potleskem.
Thiel má také vlastní politický akční výbor Free Forever, který se mimo jiné zavázal podporovat politické kandidáty, kteří podporují přísnější kontrolu hranic, restriktivní imigrační politiku, finanční prostředky pro veterány a protiintervenční zahraniční politiku.
Do února 2022 byl Thiel s příspěvky ve výši více než 20,4 milionu dolarů jedním z největších dárců republikánských kandidátů ve volební kampani v roce 2022. Podpořil 16 kandidátů na senátory a kongresmany, z nichž někteří byli zastánci nepravdy, že ve volbách v roce 2020 došlo k významným volebním podvodům. Dva ze zmíněných kandidátů na senátory (Blake Masters a J. D. Vance) byli rovněž technologičtí investoři, kteří dříve pro Thiela pracovali.

## Spolupráce s Donaldem Trumpem
V roce 2016 Peter Thiel věnoval 1,25 milionu dolarů na kampaň Donalda Trumpa, k němuž se hlásil, a podpořil ho z pódia na republikánském národním sjezdu. Po Trumpově vítězství Thiel působil v jeho přechodném týmu. Steve Bannon popsal Thiela jako skrytou figuru při formování Trumpova týmu. „V nejbližší době uvidíte, že Peter bude přebírat nové povinnosti, například v oblasti zpravodajství.“ Bannon mluvil o tom, že byl v zákopech po boku Thiela v rámci ofenzivy proti takzvanému Deep State (termín používaný v určitých kruzích, v poslední době na krajní pravici). Hlavními představiteli údajného tajného spiknutí, tzv. Deep State, které ovládá USA a proti kterému bojuje právě Donald Trump, jsou podle konspiračních teoretiků osobnosti jako Hillary Clinton, Barack Obama a George Soros.Kupříkladu v rozhovoru pro New York Times Thiel o Trumpovi mluvil obdivně s tím, že Trump má podle něj „mimořádný cit pro to chápat, co lidi zajímá a trápí“. Jenže následně, zejména v době koronavirové krize, se Thiel v Trumpovi zklamal.

## Umělá inteligence
V roce 2006 poskytl Thiel 100 000 dolarů na podporu dárcovské kampaně Singularity Challenge neziskové organizace Singularity Institute for Artificial Intelligence (nyní známé jako Machine Intelligence Research Institute), která podporuje rozvoj přátelské umělé inteligence. V roce 2007 poskytl polovinu ze 400 000 dolarů vyrovnávacích prostředků na dárcovskou kampaň a do roku 2013 Thielova nadace věnovala institutu více než 1 milion dolarů. Kromě toho vystoupil na několika summitech Singularity. Na jednom z nich v roce 2009 řekl, že jeho největší obavou je, že technologická singularita nepřijde dostatečně brzy.
V prosinci 2015 oznámila nezisková společnost OpenAI, jejímž cílem je bezpečný vývoj umělé obecné inteligence, že Thiel je jedním z jejich finančních podporovatelů.
Podpořil také britský start-up DeepMind, který na začátku roku 2014 koupila společnost Google za 400 milionů liber.

## Prodlužování života a nesmrtelnost
V září 2006 Thiel oznámil, že věnuje 3,5 milionu dolarů na podporu výzkumu proti stárnutí prostřednictvím neziskové nadace Methuselah Mouse Prize. Svůj slib zdůvodnil následovně: „Rychlý pokrok v biologické vědě předpovídá v tomto století pokladnici objevů, včetně dramatického zlepšení zdraví a dlouhověkosti pro všechny. Věřím, že revoluční přístup k výzkumu stárnutí tento proces urychlí a umožní mnoha dnes žijícím lidem užívat si radikálně delší a zdravější život pro sebe i své blízké.“ K únoru 2017 věnoval nadaci přes 7 milionů dolarů.
Na otázku moderátora diskusního panelu na konferenci Venture Alpha West 2014 „Jaký je váš největší úspěch, kterého jste ještě nedosáhl?“ Thiel odpověděl, že chce pokročit ve výzkumu proti stárnutí a že je zaregistrován ke kryonické konzervaci, což znamená, že by byl v případě své legální smrti podroben konzervaci při nízké teplotě v naději, že by mohl být úspěšně oživen budoucí lékařskou technologií, a je zapsán u nadace Alcor Life Extension Foundation.

## Spolupracovník FBI
V říjnu 2023 přinesl Business Insider zprávu, že v létě 2021 začal Thiel poskytovat informace jako „důvěrný lidský zdroj“ neboli CHS Johnathanu Bumovi, agentovi FBI z Los Angeles, který se specializuje na vyšetřování politické korupce a kampaní ovlivňovaných ze zahraničí. 
Charles Johnson, Thielův dlouholetý spolupracovník a známá postava krajně pravicového hnutí, které Thiel deset let dotoval, v prohlášení pro Insider uvedl, že pomohl miliardáře získat jako informátora tím, že ho představil Bumovi.

## Publikace

### Knihy
- The Diversity Myth, 1998
- Zero to One: Notes on Startups, or How to Build the Future, 2014, ISBN 9780804139298

### Eseje
- Competition Is for Losers (česky volně přeložené „Konkurence je pro lůzry“). The Wall Street Journal. 12. září 2014.
  - Související video: Peter Thiel: Why Monopolies Are a Good Thing (česky volně přeložené „Peter Thiel: proč jsou monopoly dobrá věc“). The Wall Street Journal. 12. září 2014.